# Ферстерівський перенос енергії
Ферстерівський перенос енергії (англ. Förster energy transfer) — процес переносу енергії збудження між двома хромофорами у ближньому полі за рахунок диполь-дипольної взаємодії. Цей принцип часто використовується в біохімії та у цьому випадку зазвичай називається «флюоресцентим резонансним переносом енергії».
Хромофор-донор, що отримує енергію збудження, здатний передавати її хромофору-акцептору, розташованому в безпосередній близькості від нього (зазвичай <10 нм), через безвипромінюванний процес диполь-дипольної взаємодії. Цей процес переносу енергії відомий як ферстерівський перенос, за ім'ям німецького фізика Теодора Ферстера (Theodor Förster). Якщо обидві молекули флюоресцентні, часто використовується термін «флюоресцентний резонансний перенос енергії», хоча енергія передається без випромінювання, тобто без участі флюоресценції. Перенос енергії аналогічний іншим хвильовим процесам, що відбуваються у близькому полі, через те, що відстань між хромофорами набато менша від довжини хвилі світла, таким чином енергія передається за рахунок утворення віртуального фотона, який, проте, є лише формальним об'єктом, що не може прямо спостерігатися.

## Фізична природа
Для розрахунку ймовірності переносу збудження між хромофорами, необхідно застосовувати квантову механіку, однак ферстерівський перенос можна якісно зрозуміти, виходячи з класичних міркувань. У класичному підході електронне збудження можна розглядати як коливання певного осцилятора (дивіться Осцилятор Лоренца) з частотою, що відповідає енергії збудження, розділеній на сталу Планка. Такий осцилятор характеризується певним дипольним моментом, що створює навколо себе змінне електричне поле. Коливання електричного поля зумовлюють появу наведеного дипольного моменту в іншому хромофорі, який коливається із тією ж частотою. Якщо енергії збудження двох хромофорів однакові або близькі, виникає резонанс. В результаті утворюється система двох зв'язаних осциляторів. Як відмомо з класичної механіки, якщо в системі двох зв'язаних осциляторів у початковому стані один коливається, а другий непорушний, то згодом вся енергія коливань переходить до іншого осцилятора (дивіться ефект маятників). 
Електричне поле диполя спадає з віддаллю від нього, як {\displaystyle 1/R^{3}}, а тому наведений дипольний момент обернено-пропорційний кубу віддалі між хромофорами. Енергія взаємодії дипольних моментів теж обернено-пропорційна кубу віддалі, а тому енергія диполь-дипольної взаємодії обернено-пропорційна шостому степеню від віддалі.